# Annemie Osborne
Annemie Osborne (* 30. November 1984) ist eine Luxemburger Improvisationsmusikerin (Violoncello), die auch im Bereich des Jazz und der Weltmusik arbeitet.

## Leben und Wirken
Osborne, eine Enkelin des Politikers Pierre Werner, begann mit acht Jahren auf dem Cello zu spielen und wurde zunächst am Konservatorium von Luxemburg ausgebildet. Sie absolvierte ein Cellostudium an der University of Leeds bei Anna Shuttleworth und am Koninklijk Conservatorium Brussel bei Jeroen Reuling, wo sie bei Kris Defoort Improvisationsunterricht erhielt. Sie vertiefte ihre Kenntnisse in Meisterklassen bei Claus Kanngiesser, Johannes Goritzki, François Guye, Lluís Claret and István Varga.
Osborne arbeitete mit Kris Defoort, Nic Thys, Pierre Bernard, Geoffroy de Masure und Pol Belardi. Zu ihren aktuellen musikalischen Projekten gehören OakTree und Octet Red. Im Bereich der Improvisationsmusik arbeitete sie mit Anna Gadt und Patryk Zakrocki. Weiterhin begleitete sie die Sängerin und Pianistin Mathilde Renault, Tcha Limberger, Magic Malik und die Sängerin Jihye Lee.
Außerdem spielte Osborne in einem Kammermusikprojekt mit der luxemburgischen Pianistin Françoise Tonteling und dem luxemburgischen Schlagzeuger Michel Mootz. Sie gehört zum Streichquartett In Praise of Folly, das für mehrere Projekte und Live-Alben mit der Rockband Marillion, aber auch mit Emily Allison zusammenarbeitete. Sie ist auch auf Alben von Echo Collective, Claire Parsons, Toine Thys Overseas (Taman Morning), Benjamin Sauzereau und dem Tristan Driessens Soolmaan Sextet (Kashgul) zu hören.